# ドラえもんのひみつ道具 (つ)
ドラえもんのひみつ道具 (つ) では、藤子・F・不二雄の漫画『ドラえもん』、『大長編ドラえもん』(VOL.1〜17)、藤子・F・不二雄のその他の著作に登場するひみつ道具のうち、読みが「つ」で始まるものを列挙する。

## ついせきアロー
ついせきアローは、「ついせきアロー」（藤子
・F・不二雄大全集15巻収録）、「自動返送荷札」（てんとう虫コミックス34巻収録）に登場する。
誰かの居場所を知ることができる道具。平らな矢印状の「ついせきアロー」と、携帯用テレビのような受信機で構成される。目当ての相手がどこへ行こうともアローがつきまとい、その所在が受信機のスクリーン上の地図に表示される。相手が受信機の30m以内に接近すると、ブザーが鳴って知らせる。

## ツーカー錠
ツーカー錠（ツーカーじょう）は、「ツーカー錠」（てんとう虫コミックス42巻）に登場する。
現代の薬のカプセルのように、2組で1つの薬。この薬は2人で使う。一人が片方を、もう一人を残りの片方を飲んで使う。そうすると、この2人は「ツー」「カー」の一言で意思疎通が取れる。透明な瓶に複数の薬が収められている。
ただし、心に思った事が相手に素直に伝わるため嘘がつけず、また意思疎通の内容を紙などに記載しても「ツー」「カー」としか書けない欠点がある。尚、ドラえもんには他者が使用した際のそのやりとりの内容が理解出来るようだ。
名の由来は、つうと言えばかあ、略して「つうかあ」の仲から。

## つう心販売カタログ
つう心販売カタログ（つうしんはんばいカタログ）は、「未来からの買い物」（てんとう虫コミックス7巻）に登場する。
形状は現在の広辞苑並に厚い本の形をしている。本の表紙にはタイトルと年が書いてあり（ドラえもんの所有していたのは2087年版）、中には商品の写真と説明文が書いてある。
掲載されている商品を“欲しい”と思っただけで即時取り寄せる事が出来る。但し料金は後払いで返品は不可、代金を支払わなかった場合は詐欺罪となり、債権回収業者により22世紀へ連行される。また、時代を超えて商品取引が可能と言う特徴がある。掲載されている商品は衣類、家具、台所用品、自転車、ゴルフクラブ、ステレオ、テープレコーダー、人形など様々である。ただし一部に欠陥品もあり、のび太の頼んだ自転車は最高速度で走り続けると分解する代物だった。
作中では、のび太が代金の事を知らずに500万円分購入してしまったが、債権回収業者が上述の欠陥自転車の口止め料（債権回収業者曰く「会社の信用問題になる」との事）としてすべてタダにして貰った。
なお、大全集では「通心はん売カタログ」と表記されているが、単行本では「つう信販売カタログ」と表記されている。

## 通話よこどり電話
通話よこどり電話（つうわよこどりでんわ）は、「まんが家ジャイ子先生」（てんとう虫コミックス29巻収録）に登場する。
この電話機から伸びているコードを家庭の電話に繋いでおくと、その電話でかけた通話は、どこにかけてもすべてこの「通話よこどり電話」に繋がるようになる。

## つかみ取りバズーカ
つかみ取りバズーカ（つかみどりバズーカ）は、『のび太の創世日記』に登場する。
手のような形のものをワイヤー付きで発射し、遠く離れた物を捕獲するバズーカ砲。

## つきぬけざぶとん
つきぬけざぶとんは、「つきぬけざぶとん」（藤子不二雄ランド17巻収録）に登場する。
長時間の説教などの場合、正座してるフリをしてもつま先を立てれば座布団の下、さらに床下に突き抜けられる。一見正座しているように見えても実は腰掛けている姿勢なので、いくら座っていても足が痺れずに済む。用途によっては「通りぬけフープ」のように壁抜けなども可能だが、無茶をやると穴が開いてぶかぶかになってしまう。

## ツキの月
ツキの月（ツキのつき）は、『のび太とアニマル惑星』に登場する。
ゴツゴーシュンギクという薬草から作られた月の形の薬。映画では「LUCKY MOON」と言う英語名が包装に書かれている。これを飲むと3時間、信じられないような幸運に見舞われる。普段運のない人ほど効き目が強い（そのため、劇中の使用者は当然のことながら満場一致でのび太であった）。その分、効果が切れた瞬間に幸運が消えるため、切れた途端に危険な目に遭う場合も（のび太の場合、戻って来て着陸間際に時間切れとなり、そのまま着陸に失敗してドラえもん達がいる方に突っ込んでしまった）。
ドラえもんが「とっておき」の道具と称して、一発で「星の船」を発見するために出したが、その船を使った目的までも達成すると言う期待を上回る成果を得た。

## つけかえ手ぶくろ
つけかえ手ぶくろは、「手足七本目が三つ」（藤子・F・不二雄大全集1巻収録「手足七本目が三つ」、てんとう虫コミックス7巻改題タイトル「ねこの手もかりたい」）に登場する。
ゴム手袋のような道具で、これを手にはめると、顔の目・鼻・口や手足など、体の部品を自由に取り外し、体の好きな位置に取り付けることができる。もちろん本来の位置以外に取り付けても、元の部品のように機能する（目を後頭部に付ければ後ろが見える、など）。
オプションとして「人造目玉」をはじめとする人造の体の部品も用意されており、これを使えば手足や目口の数をふやしたり、好きな形の物に交換することもできる。ただし、取り付けただけで言動が猫のようになってしまう目、涙が止まらない目、ひどい水虫の足など、欠陥部品も多いようである。
てんとう虫コミックス6巻巻末の「ドラえもん百科」に、初期の版ではこの道具とおぼしき「手じゅつ用手ぶくろ」が掲載されているが、手足や目を付け替えられたのび太の絵が問題視されたのか、現在の版では「主役はめこみ機」に差し替えられている。
「ドラえもん大事典」（てんとう虫コミックス11巻に収録）では、手術手ぶくろで顔の部品を外して福笑いをする「実物福わらい」と言う遊びが掲載されており、テレビアニメ第2作第2期「十二支変身サイコロ」（2017年12月31日放送）でも、ドラえもんがつけかえ手ぶくろ（もしくは手術手ぶくろ）らしき道具を使い、実物福わらいと同じ遊びをしていた。

## つづきスプレー
つづきスプレーは、「つづきスプレー」（てんとう虫コミックス5巻収録)、「ドラえもん大事典」（同11巻）に登場する。
絵、写真、彫刻などにこのスプレーを吹き付けると、その続きが見られる。たとえば夏の山の写真にかければ、秋、冬と変化したりする。肖像画などにかけると、その絵の人物が年をとった姿や、絵のモデルとなった直後に何をしたかが見られる。

## つづきをヨロシク
つづきをヨロシクは、「つづきをヨロシク」（てんとう虫コミックス41巻収録）に登場する。
何か作業をしているとき、本人に代わってその作業の続きをやってくれる道具。この道具から吹き出るガスを手に浴びせると、瞬時に冷えて固まって手を覆う手袋状になる。そのまま何かを行ないながら素早く手袋から手を引き抜くと、手袋が空中に浮かびつつその作業を継続してくれるようになる。
ただし、作業が完了した際には専用の「とり消しガス」をかけて消滅させなければならず、使用せずに放っておくとたとえ作業が完了していても手袋が延々とその作業を続ける羽目になってしまい、無理に止めようとすると突き飛ばすなど抵抗をしてくる。

## つめあわせオバケ
つめあわせオバケは、「つめあわせオバケ」（てんとう虫コミックス31巻収録）に登場する。
手のひらほどの小さな墓石型の道具の中に、使用者の味方になってくれるオバケがたくさん入っている（ロボットか生物かは不明）。墓石を振るとその場に応じたオバケが出てきて、本物同様の大きさに膨れ上がり、様々な用事を足してくれる。雪女のように小さいままでも使用可能。原作やアニメでは以下の様なオバケが登場した。
- からかさ小僧 - 雨傘の代わりになる。
- 雪女 - 暑い日に冷房代わりになる。
- 海坊主 - 水中から支えて泳ぐ。
- 鬼火 - 夜道で照明になる。
- ろくろ首 - 首を伸ばして少し離れた場所の様子を窺う。
- あかなめ- 風呂掃除を行う。
- 河童- 池や沼に落ちた物を見つける。外見はスネ夫に似ている。
- 大入道- ぬかるみにはまった車を持ち上げる。
- 砂かけばばあ- 大量の砂で像を作る。
- 目目連- カードゲームで相手の背後から手札を盗み見て、目配せで有利な札を教える。
- 烏天狗- 羽団扇で扇ぐ。
- 提灯お化け、一つ目入道、幽霊、のっぺらぼうなど - 夜が更けても帰らない人物の捜索に出る。しかし捜す相手を怖がらせてしまった。

なおテレビアニメ第2作第1期では、オバケを出す際に「うらめし」と唱える、という設定が付加されている。
墓石が解体されると1週中から出たオバケたちと暮らさなければならない。

## ツモリガン
ツモリガンは、「ツモリガン」（てんとう虫コミックス20巻収録）に登場する。
オートマチック拳銃の形をした道具で、これで相手を撃つと相手は睡眠状態に陥り、今やろうと考えていた事を夢で見る。そして相手は、やろうとしていた事をやったつもりになっている。
テレビアニメ第2作第2期「たけしのズンドコ誕生日」（2014年6月13日放送）では、ジャイアンがバースデーリサイタルを断念させられた際にドラえもんが使用。ツモリガンで撃たれたジャイアンは、バックコーラスを務めるドラえもん達と共に氷川きよしの『きよしのズンドコ節』を熱唱する夢を見た。

## ツモリナール
ツモリナールは、「ツモリナール」（てんとう虫コミックス36巻収録）に登場する。
音叉の様な形をしていて、これを叩くとやっていない事もやったつもりになる。つもりにさせたい人にむかって叩いても有効。
音が聞こえていなければ効果がないようである。
のび太は玉子からのお使いをこれを使って行ったつもりにさせたため、その日は晩ご飯を食べられず、やけくそになってツモリナールをつかいまくってしまう。　
似た効果をもつ道具に、「やった木」(テレビアニメ第2期1作 第1535話、1999年4月23日放送) などがある。

## 強いイシ
強いイシ（つよいイシ）は、「強〜いイシ」（てんとう虫コミックス43巻収録）に登場する。
物事をやり通す「強い意志」を鍛える道具。「イシ」の洒落で「石」の形をしている。物事を決めて時間を指定すると、宙に浮いて本人のもとにまとわりつき、決めたことを破ろうとすると本人の頭に激しくぶつかるなどして叱りつける。4つのダイヤルが付いているが、作中で確認できる設定可能な時間は10分間、1時間、1年間。一度設定すると途中で取り消すことはできず、間違えて極端な長時間に指定してしまった場合、「タイムふろしき」で包むなどして指定時間を終わらせるしか強制終了方法はない。イシの力を阻むことは何者にもできない他、イシと指定した本人の行動を妨害した者に対しても容赦なく襲いかかる。
イシには使用者の姿で使用者を判別しているらしく、変装などで姿を変えていると、わずかな時間はイシの目を誤魔化せる場合がある。
テレビアニメ第2作第2期では、指定通り走っていても速く走らせようと使用者ののび太に激しくぶつかってきたり、ひみつ道具による攻撃やロードローラーの下敷きになっても壊れない程の頑丈さを発揮。タイムふろしきに包まれた後、鎖と重機で抑え込まれながらも抵抗する描写が加えられた。